# Schloss Großköllnbach

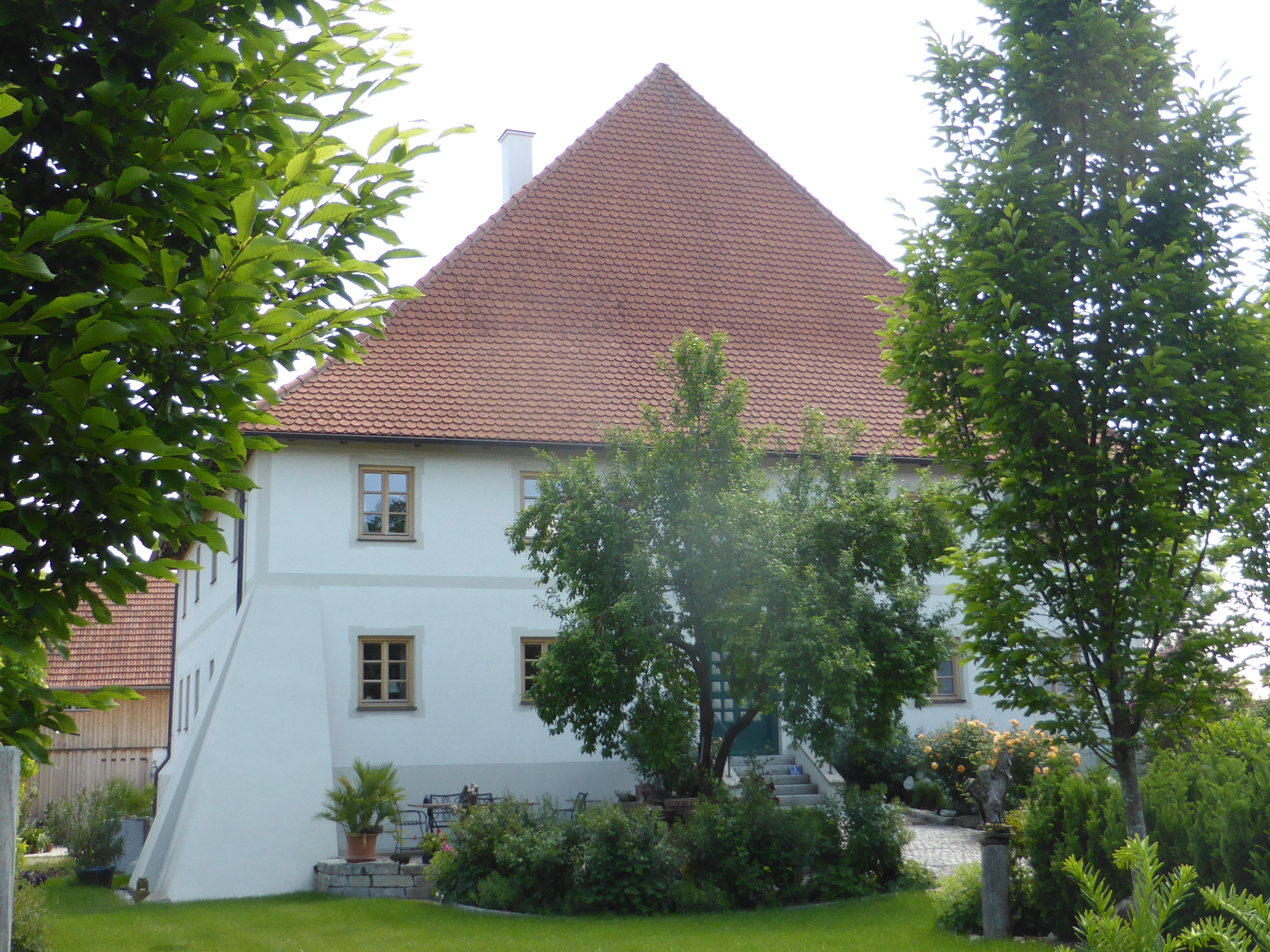
Schloss Großköllnbach

Das ehemalige Schloss Großköllnbach liegt in der Ortschaft Großköllnbach, heute einem Gemeindeteil des niederbayerischen Gemeinde Pilsting im Landkreis Dingolfing-Landau.

## Geschichte
Das Wohngebäude der ehemaligen Hofmark Hoholting wird noch heute im Volksmund in Großköllnbach als das „Schloss“ bezeichnet. Es war ein kleiner Edelmannsitz, der 1563 am Standort eines ehemaligen Turmhügels erbaut wurde. Aus der Zeit seiner Errichtung sind Türen und die Treppe erhalten geblieben, auch ist im Eingangsbereich der historische Bodenbelag aus Solnhofer Platten noch vorhanden. Auch das Dachwerk, ein eindrucksvoller Beleg für die Zimmermannskunst des 16. Jahrhunderts, hat die Zeit überdauert. In der Literatur wird das „Schloss“ mitunter mit dem kurfürstlichen Amtshaus verwechselt, das als Sitz des Amtmannes des Amtes und der Obmannschaft Großköllnbach diente und zusammen mit anderen Gütern von der Herrschaft Hoholting verwaltet wurde. Es wird 1693 als hölzernes Gebäude erwähnt und wurde 1783 durch einen aus Ziegeln gemauerten Neubau ersetzt.
1812 sind im Urkataster jene Grundstücke in Großköllnbach genannt, die damals zur Gutsherrschaft der Freiherren von Hackledt  gehörten.  Ihr  Besitz  in Großköllnbach bestand  zu  dieser  Zeit  aus  dem Hofmarkschloss mit drei Gärten, dem Meierhaus und dem Hofbau. Dazu kam das ehemalige Amtshaus des seit 1803 aufgehobenen kurfürstlichen Landgerichtes Leonsberg, als dessen freien Eigentümer der  genannte  Steuerkataster  den  Inhaber  des  Sitzes  Hoholting,  Leopold  Freiherrn  von Hackledt (1763–1824), ausweist. Die Steuerkommission schätzte den Gesamtwert dieser Güter auf 16.800 fl. bei einer vorausgegangenen Selbsteinschätzung von 10.500 fl.
1839 ist als Inhaber des Hofmarkschlosses Großköllnbach Nr. 1 der Gutsbesitzer Jakob von Hilz eingetragen. Er scheint bis 1860 als Eigentümer des Schlosses auf, während der ehemalige Meierhof der Gutsherrschaft zu dieser Zeit dem Brauereibesitzer Johann Baptist Loichinger gehörte. 1880 erfolgte der Kauf des ehemaligen Hofmarkschlosses durch die Familie Lex und die Nutzung als Bauernhaus. 2017 kam es zum Abschluss von Sanierungsarbeiten, die Besitzerfamilie erhielt dafür 2018 die Denkmalschutzmedaille des Bayerischen Staatsministeriums für Wissenschaft und Kunst.

## Baubeschreibung
Schloss Großköllnbach ist ein geschütztes Baudenkmal mit der Aktennummer D-2-79-132-37, die Baubeschreibung des Bayerischen Landesamts für Denkmalpflege lautet:
Ehemals Schloss, dann Bauernhaus, zweigeschossiger, nahezu quadratischer Walmdachbau, im Kern 16./17. Jahrhundert

## Weitere Bodendenkmäler
Großköllnbach war der Sitz mehrerer Adelsgeschlechter. Beim ehemaligen Hofmarkschloss der Hoholtinger sind Spuren eines rechteckigen Turmhügels mit Grabenanlage erhalten, dieser wird als Bodendenkmal unter der Aktennummer D-2-7341-0012 im Bayernatlas als „weitgehend überbauter Turmhügel des Mittelalters. Untertägige Befunde der frühen Neuzeit im Bereich des Schlosses in Großköllnbach“ beschrieben. Diese weitgehend überbaute und z. T. zugeschüttete Anlage lässt die Reste eines quadratischen, noch 4 m hohen Hügels mit 20 m Seitenlänge erkennen, der von einem entsprechenden Graben umgeben war.
200 m nördlich davon liegt noch ein Turmhügel mit Ringgraben, ehemals Sitz der Herren von Köllnbach.